# Juan Luna Custodio
Juan Moisés Luna Custodio (Nazca, 8 de mayo de 1977) es un exfutbolista peruano que jugaba como delantero. Conocido como el Toyo, es el máximo goleador histórico de La Liga 2 Peruana.[cita requerida]

## Trayectoria
Experimentado jugador con mucha cantidad de goles en su haber, goleador de muchas veces del torneo de ascenso peruano donde ganó mucha notoriedad por los campeonatos y distinciones individuales que consiguió este ex-seleccionado juvenil peruano, delantero de fuerte carácter que a pesar de los años se mantiene jugando a buen nivel.

## Clubes
| Club                        | País | Año       | Goles |
| --------------------------- | ---- | --------- | ----- |
| Las Cañas de Nazca          | Perú | 1991-1992 | 8     |
| América Cochahuayco         | Perú | 1993-1997 | 83    |
| Lawn Tennis                 | Perú | 1997-1999 | 27    |
| Alianza Lima                | Perú | 2000      | 0     |
| Juan Aurich                 | Perú | 2000      | 3     |
| Alfonso Ugarte              | Perú | 2001      | 37    |
| La Peña                     | Perú | 2002-2003 | 14    |
| Olímpico Somos Perú         | Perú | 2004-2005 | 54    |
| Aviación                    | Perú | 2006      | 9     |
| Hijos de Acosvinchos        | Perú | 2007      | 2     |
| Colegio Nacional de Iquitos | Perú | 2008      | 16    |
| Hijos de Acosvinchos        | Perú | 2009-2010 | 27    |
| José Gálvez                 | Perú | 2011      | 11    |
| Sport Áncash                | Perú | 2012      | 3     |
| Deportivo Coopsol           | Perú | 2013      | 7     |
| Atlético Minero             | Perú | 2014      | ?     |

## Palmarés

### Campeonatos nacionales
| Título                     | Club                        | País | Año  |
| -------------------------- | --------------------------- | ---- | ---- |
| Segunda División del Perú  | Lawn Tennis                 | Perú | 1997 |
| Interligas de Lima         | La Peña                     | Perú | 2002 |
| Segunda División del Perú  | Olímpico Somos Perú         | Perú | 2004 |
| Segunda División del Perú  | Olímpico Somos Perú         | Perú | 2005 |
| Subcampeón de la Copa Perú | Colegio Nacional de Iquitos | Perú | 2008 |
| Copa del Inca              | José Gálvez                 | Perú | 2011 |
| Segunda División del Perú  | José Gálvez                 | Perú | 2011 |

### Distinciones individuales
| Distinción                                          | Año  |
| --------------------------------------------------- | ---- |
| Goleador de la Segunda División Peruana(17goles)    | 1997 |
| Goleador de la Interligas de Lima (9 goles)         | 2002 |
| Goleador de la Segunda División Peruana (18 goles)  | 2004 |
| Goleador de la Segunda División Peruana (18 goles ) | 2005 |
| Goleador de la Segunda División Peruana(15 goles)   | 2009 |
| Goleador de la Segunda División Peruana(12 goles)   | 2010 |